# Antonín Dvořák
Antonín Leopold Dvořák ( escolta (?·pàg.)) (Nelahozeves, 8 de setembre de 1841 - Praga, 1 de maig de 1904) fou un compositor bohemi del Romanticisme, que emprà els llenguatges de la música tradicional de Moràvia i del seu país natal, Bohèmia. L'estil propi de Dvořák és de vegades anomenat "romàntic-classicista de síntesi". Els seus treballs inclouen música simfònica, cor, música de cambra, concerts i moltes òperes i altres peces orquestrals i vocals-instrumentals.

## Biografia

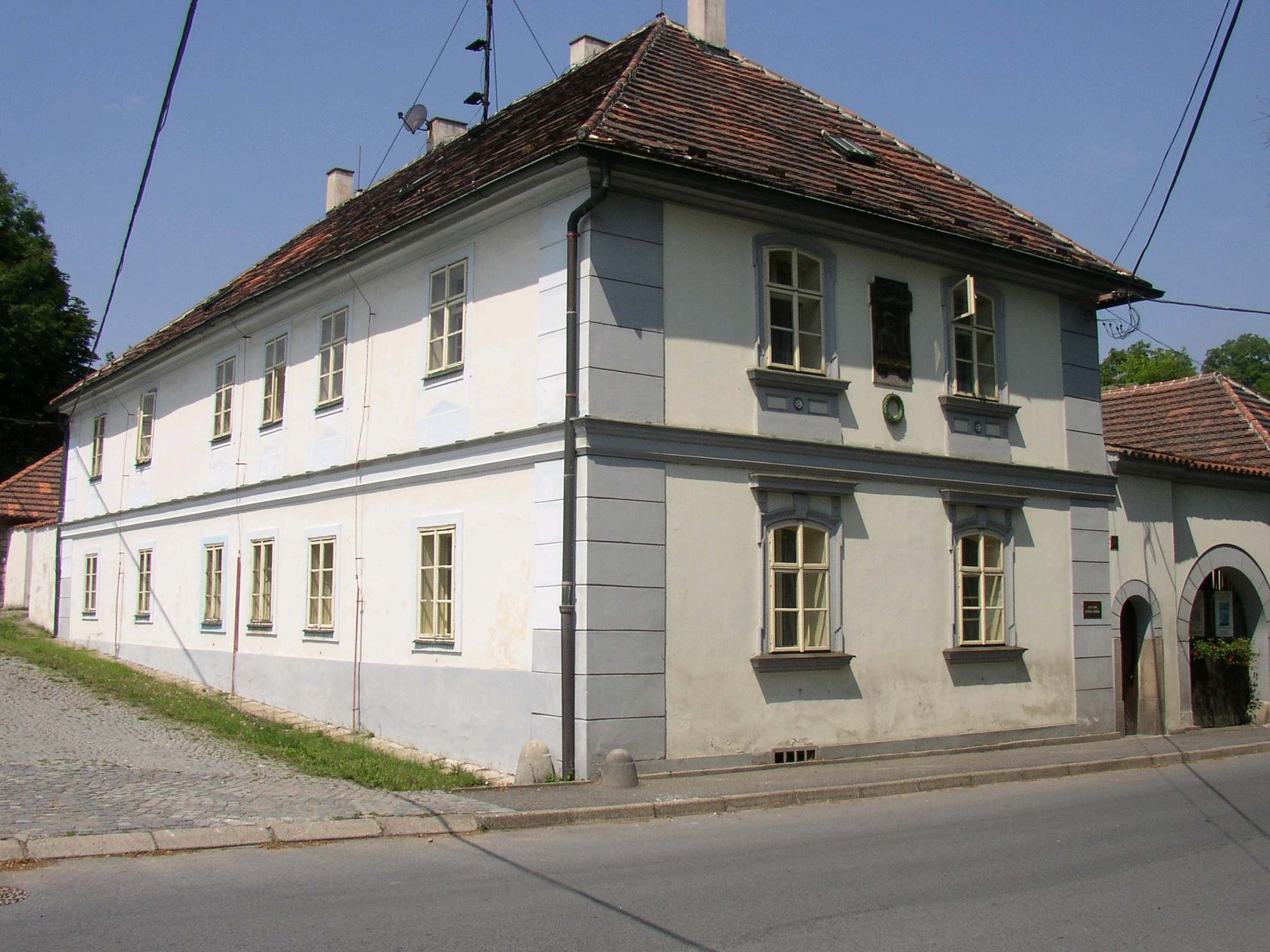
Casa natal de Dvořák a Nelahozeves

Dvořák va néixer a Nelahozeves, prop de Praga (actualment República Txeca), on va transcórrer la major part de la seva vida. El poble de Nelahozeves, a la vora del riu Vltava distava uns seixanta quilòmetres de Praga, a la regió llavors denominada Bohèmia i que era una més de les que componien el conglomerat de distintes ètnies i nacionalitats de l'Imperi austrohongarès. Aquest imperi tenia la seva capital a Viena i s'hi mantenia unit mercès únicament a la figura de l'emperador. Viena era de llengua i cultura alemanya, però les nombroses nacionalitats que formaven l'imperi posseïen cadascuna llur llengua i cultura pròpies, i es trobaven sotmeses al domini de l'alemany, que a més era la llengua oficial. Les guerres napoleòniques havien encoratjat, tanmateix, el ferment nacionalista i, els pobles que formaven l'imperi austrohongarès, aparentment adormits fins llavors, començaren a despertar. Començaren per defensar la llengua pròpia i les seves peculiaritats nacionals, el que a la llarga portaria a la partició de l'imperi.

### Nacionalisme musical
També la música va intervenir en aquest procés, i ho feu d'una forma molt enèrgica. En les tres fases cronològiques del despertar nacionalista de l'actual República Txeca hi trobem tres grans compositors: Bedřich Smetana (1824-1884), Antonín Dvorák (1841-1904) i Leoš Janáček (1854-1928). Les dates dels seus respectius naixements –a una distància d'uns quinze anys cadascuna- són molt significatives, car indiquen que varen pertànyer a tres generacions distintes, no solament en l'aspecte musical, sinó també en el polític i social.
Dvořák situat en el centre, sofrí la influència tant de Richard Wagner com de Johannes Brahms i acabà conciliant el conflicte entre Viena i Bayreuth mitjançant la creació d'un nou Romanticisme que es caracteritza per un vernís de folklore; això que llur producció inclogués aspectes molt variats i fins i tot contradictoris.
De totes maneres, la música bohèmia fou la primera amb la qual Dvořák s'entrebancà, donades les seves circumstàncies familiars. Com ja s'ha dit, nasqué en el poblet de Nelahozeves, en aquell temps el poble tenia un nom alemany: Mühlhausen. Prop d'aquest s'aixecava un castell que pertanyia a la noble família dels Lobkowitz, molt coneguda per les seves inclinacions musicals i per haver atorgat protecció a alguns compositors, per exemple a Beethoven. Precisament en aquell castell de Mühlhausen havia treballat com a minyona la mare del compositor. El pare era carnisser i, a més regentava una fonda, com era habitual en aquella època i en aquelles terres entre els que exercien l'ofici de carnisser.

### Fill gran de la nissaga
Antonin fou el gran dels vuit fills que va tenir la família. El pare tocava el violí i la cítara, i era membre de l'orquestra del poble. No hi ha dubte que les primeres impressions musicals del nen es degueren als sons d'aquella orquestra. Al segle xviii quasi tots els mestres d'escola i organistes bohemis sabien tocar tots els instruments. Això és el que succeïa, més o menys, a Nelahozeves amb el mestre de primeres lletres de la localitat, anomenat Joseph Spitz. Ell ensenyà a tocar el violí al menut Antonin, que, sembla ser, alegrava amb el seu instrument les vetllades dels clients que acudien a la fonda del seu pare. Dvořák passà, doncs, els primers anys de la seva vida en un ambient camperol i dialectal.
El 1853, quan tenia dotze anys, fou enviat pel seu pare a la ciutat de Zlonice. L'envià allà perquè es "germanitzés", és a dir, perquè aprengués a fons la llengua alemanya; l'alemany era, per un costat, la llengua oficial, però per un altre resultava completament indispensable per al futur amo d'una fonda, que és el que llavors es pensava que acabaria sent aquell noiet. Zlonice era en aquell temps famosa per la seva intensa vida musical; de fet, tant el director del cor, Josef Toman, com el mestre de l'escola alemanya, Anton Liehmann, eren dos músics excel·lents; aquest últim també dirigia una orquestra i impartia classes particulars de música. Les nombroses composicions de Liehmann, que revelen la influència dels clàssics, però també de la música popular bohèmia, tingueren sens dubte gran importància en el desenvolupament musical del futur mestre.
Dvořák va anar a Zlonice a estudiar principalment alemany, però sobretot el que va aprendre fou música, amb el seu professor d'alemany. Entre altres coses, Liehmann l'ensenyà a tocar el piano, l'orgue i la viola. Durant tota la seva vida Dvořák va romandre fidel a aquell seu primer mestre, fins al punt que quan aquest morí, el 1879, dirigí l'any següent un concert a Zlonice amb la finalitat de col·lectar fons per una làpida per la seva sepultura. També el retratà en un personatge de la seva òpera, El Jacobí.

### Trasllat familiar
El 1855 el pare de Dvořák es traslladà a viure a Zlonice. Però llavors el jove Antonin, no es quedà amb la família, fou enviat a una altra població encara més alemanya, Česká Kamenice, situada en la regió dels Sudets. En aquesta regió la influència alemanya era encara molt més forta que en l'altre cantó de Bohèmia, fet que redundaria en benefici de l'alemany d'Antonin. Va anar a viure a casa d'un moliner, que per altra banda envià el seu fill a viure a Zlonice en la casa dels Dvořák. A Česká Kamenice hi havia un bon organista, de nom Hancke, que afavorí els dots i les inclinacions musicals del noi, que ben aviat també aprengué a dirigir un cor.
El 1856, Antonin retornà a la llar familiar de Zlonice i allí hagué d'ajudar el seu pare en les feines pròpies de la fonda, ensems que componia de tant en tant marxes i danses per l'orquestrina de la població. Tothom aconsellava al pare que permetés al seu fill estudiar seriosament música en un centre apropiat, però el fondista-carnisser s'hi mostrava rebec. Per fi hi va intervenir Anton Liehmann, però el pare de Dvořák no cedí fins que un oncle matern es va fer càrrec de les despeses que ocasionessin els anys d'estudi. Tot i això, el prudent pare volia que el seu fill fos un músic "seriós", pel que es decidí enviar-lo a l'Escola d'orgue de Praga, llavors important fundació de petjada alemanya i que el 1890 seria incorporada al Conservatori. De les composicions escrites per Dvořák abans de marxar a Praga resten una polca titulada No t'oblidis de mi i un cicle de divuit lieder titulat Els xiprers, algun dels quals fou elaborat més tard per l'autor.

### Comença a estudiar orgue

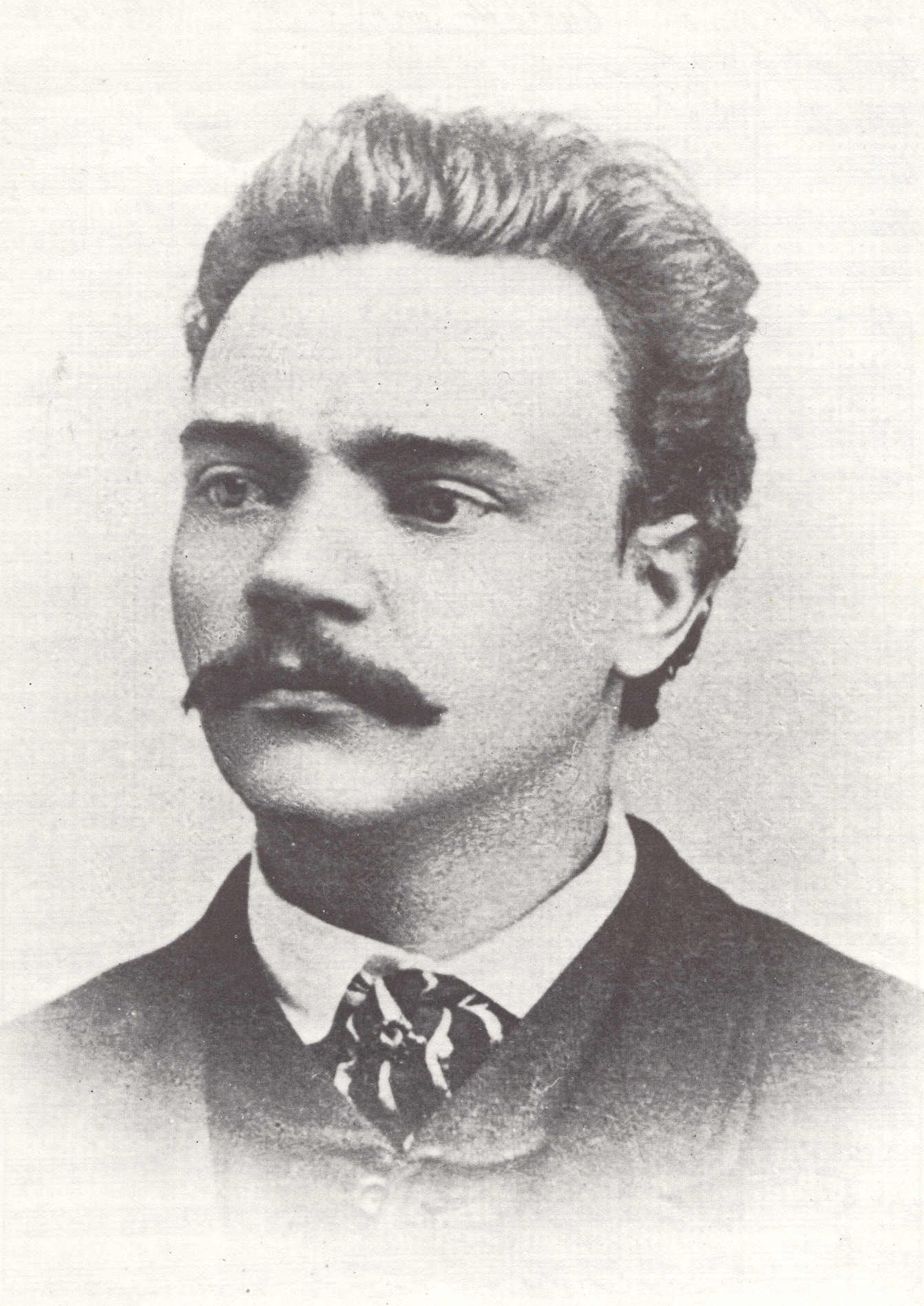
Antonín Dvořák el 1868

Va estudiar música a l'Escola d'orgue de Praga des de 1857, i lentament va desenvolupar-se com a violinista i violista professional. Durant la dècada de 1860 va tocar la viola en l'Orquestra del Teatre Provisional Bohemi, que va ser dirigida a partir del 1866 per Bedřich Smetana. La necessitat de guanyar-se la vida el va conduir a l'ensenyament, fet que li va deixar ben poc temps lliure, de manera que el 1871 va deixar l'orquestra per a dedicar-se a la composició. Es va enamorar d'una alumna, i va escriure un cicle de cançons, Xiprers, en els quals va tractar d'expressar la seva angoixa quan ella es va casar amb un altre home. Tanmateix, va superar la decepció, casant-se el 1873 amb la germana de l'alumna, Anna Cermakova.

### Els viatges a Anglaterra

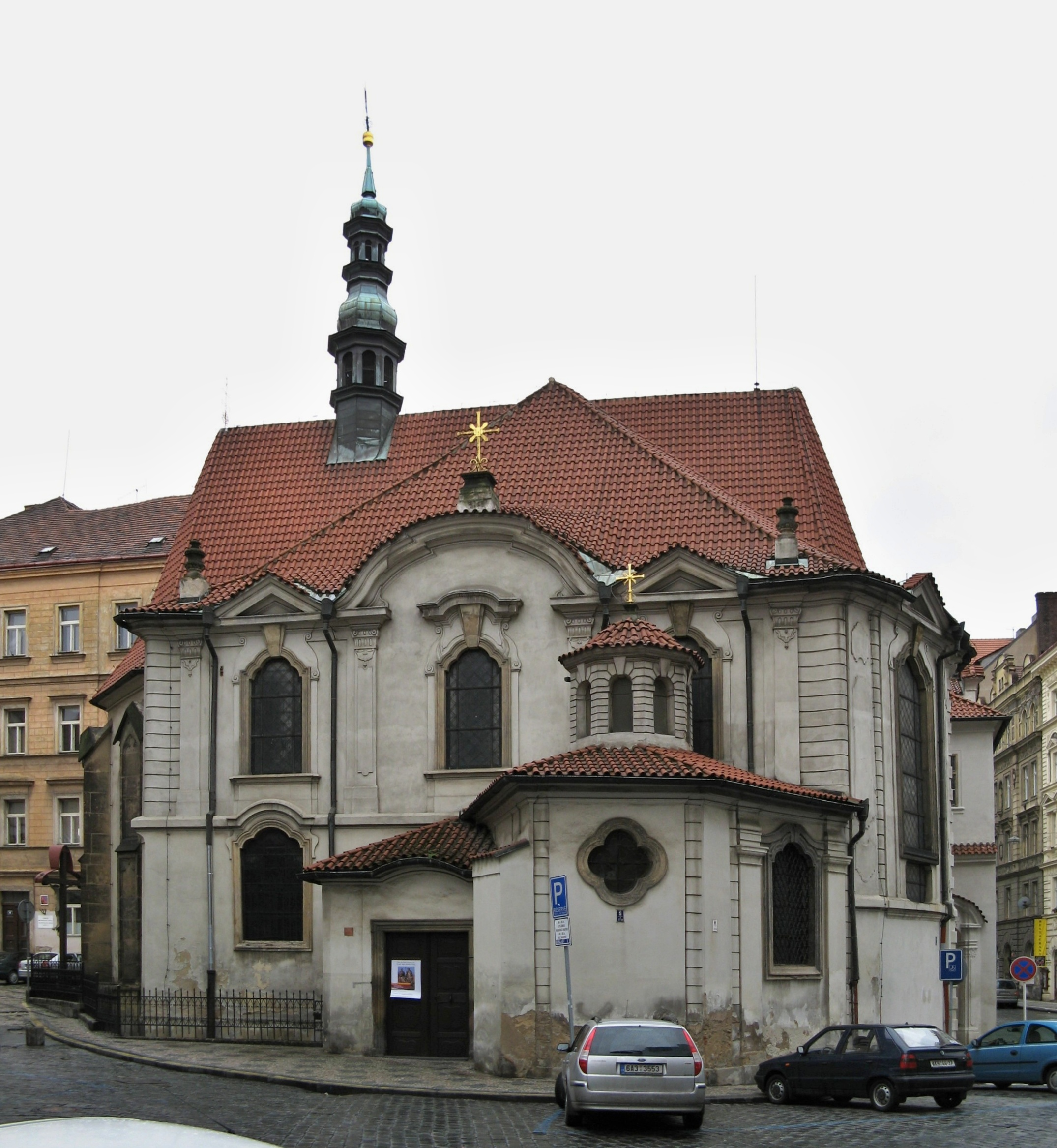
Dvořák va tocar l'orgue de l'església de Sant Adalbert de Praga de 1874 a 1877

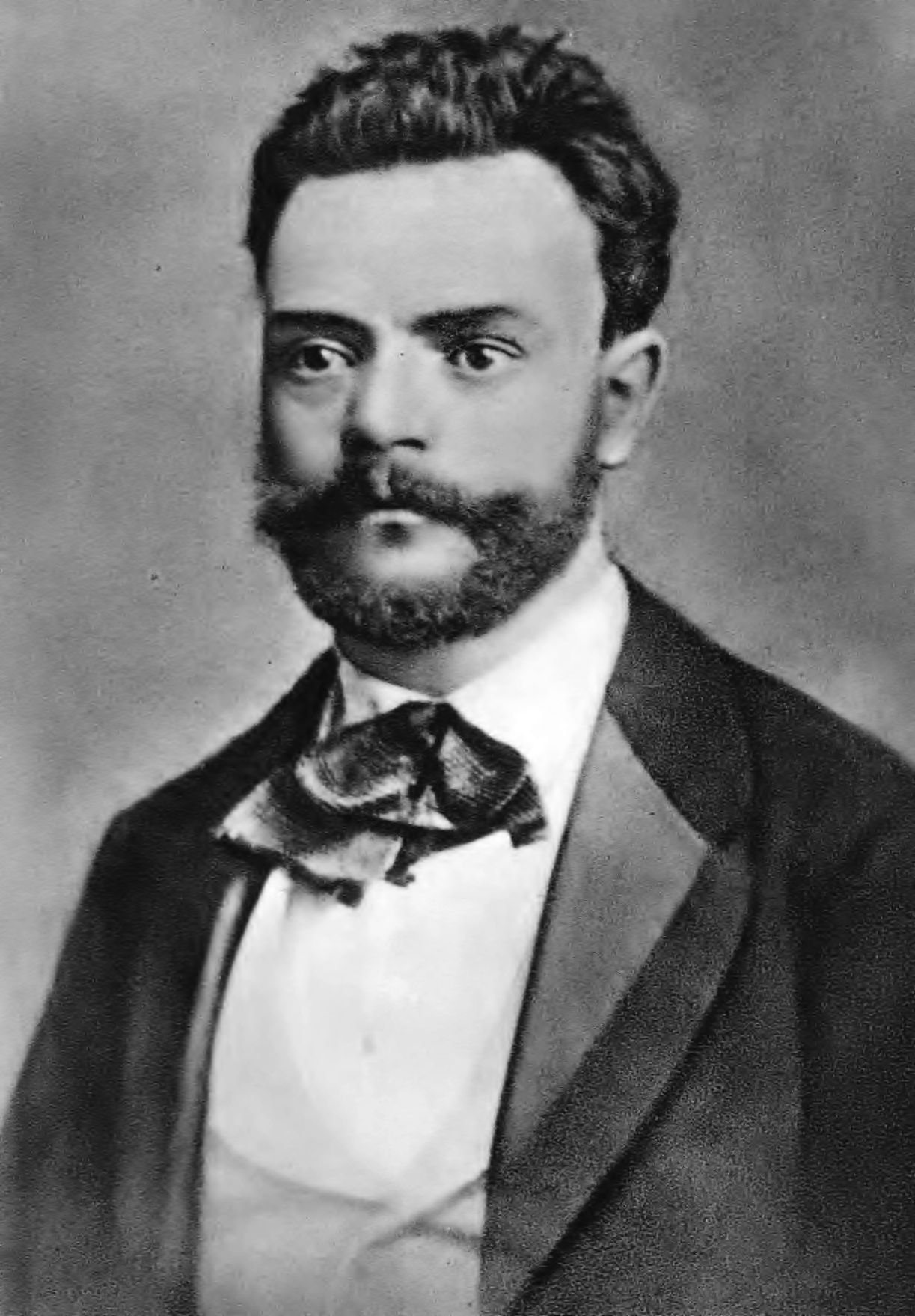
Antonín Dvořák el 1870

Dvorák va arribar a realitzar nou viatges a Anglaterra, cinc dels quals els portà a terme entre 1884 i 1886. El primer fou molt profitós pecuniàriament i artística. El públic anglès reservà una excepcional acollida tant a la seva música com a llur persona. Fou sobretot l'Stabat Mater, dirigit per ell mateix en el Royal Albert Hall durant el primer viatge, l'obra que més+ impressionà als anglesos. Aquella composició simfònica-vocal havia d'agradar forçosament al públic de les illes Britàniques, un públic fidel als oratoris de Händel, que seguien sent interpretats i apreciats. Aquest primer viatge durà vint dies i en ell hi hagué diversos concerts dedicats a la música de Dvořák. Abans de retornar al seu país, el propietari de la famosa editorial Novello de Londres li feu entrega d'un substanciós avançament pecuniari perquè compongués un oratori. Així, al retorn d'aquest primer viatge a Anglaterra el músic es trobà en condicions de fer realitat un dels somnis de la seva vida: adquirir una residència d'estiu per poder retirar-se i dedicar-se a l'aïllament i la concentració. Adquirí una residència camperola a Vysoká, on es retirava sempre que podia, en aquella casa compondria moltes de les futures obres.

### Segon i tercer viatge
El segon viatge a Anglaterra tingué lloc la tardor d'aquest mateix any 1884, Dvorák tornà a dirigir el Stabat Mater, aquesta vegada en el festival de Worcester. Al retorn d'aquest viatge va compondre una cantata que portava per títol La nòvia de l'espectre; el text fou traduït a l'anglès i la partitura la publicà la casa Novello. L'obra va ser estrenada a Pilsen, a Bohèmia, el març de 1885. El tercer viatge es realitzà el 1885 i va estar consagrat principalment a la primera execució de la Setena Simfonia en re menor. Op. 70, que acabava de compondre. La va escriure entre desembre de 1884 i març de 1885. D'ella en diu Dvorák que fou realitzada “en una època plena de dubte, amargor, dolor silenciós i resignació”. I afegeix: “Onsevulla que vaig no penso més que en aquesta obra, que ha de commoure al món, i amb l'ajuda de Déu ho assoliré”. La raó del dolor de Dvorák estava en la recent mort de la seva mare. Per això aquesta simfonia ha estat denominada Tràgica. L'obra va ser rebuda amb gran entusiasme i els crítics la compararen amb les Simfonies de Beethoven i de Schubert. Alguns crítics consideren el segon moviment com el més hermós dels temps lents de Dvorák, i jutgen que la melodia de llurs compassos inicials és una de les més belles de l'autor i que el següent passatge romàntic és un dels més profunds de la literatura simfònica després de Beethoven.

### Més viatges a Anglaterra

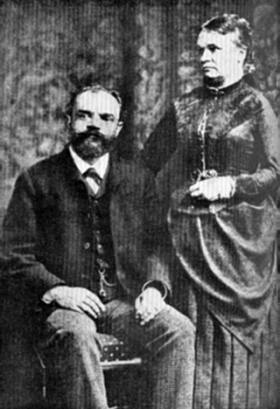
Amb la seva dona Anna a Londres, el 1886

Feu aquest viatge, l'agost del mateix any, va estar dedicat a la presentació de La nóvia de l'espectre, en el Festival de Birmingham. Després de tots aquells èxits, que anaven augmentant de dia en dia, Dvorák assolí una notable independència econòmica, el qual li permeté major llibertat en les seves opcions artístiques. Així va néixer el propòsit d'un oratori nacional, Santa Ludmila, acabat el maig de 1886. Aquest oratori s'estrenà a Leeds l'octubre del mateix any, amb ocasió del cinquè viatge del compositor a les illes Britàniques. Fou rebut amb el mateix entusiasme de sempre, de forma que va poder escriure el següent: "Em trobo en un estat de gran excitació, entre altres coses per la notable interpretació de l'orquestra (cent vint instrumentistes), del cor (tres-cents cinquanta cantors) i dels solistes, tots de primera qualitat, però de manera especial per les ovacions clamoroses del públic". No havia comprovat en tota la meva vida l'entusiasme, el característic entusiasme anglès!".
De 1886 a 1890, Dvořák va romandre en la seva pàtria dedicat a la composició. Sorgiren en aquells anys, a més de forces composicions de música de cambra, la Missa en re major, Op. 86, l'òpera El jacobí, representada en el Teatre Nacional de Praga el 1899, i la vuitena simfonia en sol major, Op. 88. El jacobí és una de les obres més alegres i encantadores escrites pel seu autor. El personatge central de l'obra és Benda, un músic bohemi que viu únicament per la seva filla i pel seu art. És, evidentment, una còpia d'Anton Liehmann, el mestre d'Antonin en la seva joventut. Els altres personatges s'assemblen molt a la gent entre la qual va viure i créixer el compositor en el seu poblet nadiu.

### Viatges per Anglaterra, Alemanya i Rússia
El 1890 el compositor realitzà el sisè viatge a Anglaterra, on ja s'hi sentia com a casa seva; en aquesta ocasió presentà la seva vuitena simfonia. La seva notorietat europea era tan gran que realitzà gires per Alemanya i Rússia, i per tots cantons fou cobert d'honors. El 1891 realitzà el seu vuitè viatge a Anglaterra, dirigí en el Festival de Birmingham el seu Rèquiem, op. 89, per a solistes, cor i orquestra, compost el 1890. Aquest mateix any fou nomenat professor del Conservatori de Praga. Com a docent, Dvořák revelà un tremp eficaç, inaugurant un sistema gens autoritari, fidel al que en altre temps havia afirmat ell mateix, en dir que els seus mestres, a més de si mateix, havien estat els ocells, les flors i el bon Déu. Aquí entre d'altres alumnes va tenir els txecs Robert Robitschek, Josef Procházka.

### L'estada als Estats Units
Del 1892 al 1895, Dvořák va ser director del Conservatori Nacional de Nova York, on va tenir entre d'altres alumnes al famosos compositors nord-americans Harvey Worthington Loomis, Horatio William Parker. El Conservatori va ser fundat per una rica dama de l'alta societat,Jeannette Thurber, la qual volia com a director a un compositor reconegut, per donar brillantor a la institució. Va escriure a Dvořák, demanant-li que acceptara l'encàrrec, i ell va respondre afirmativament, amb la condició que els estudiants nadius americans i afroamericans dotats de talent, que no pogueren permetre's aquest nivell d'instrucció, havien de ser admesos gratuïtament (aquest va ser un primer exemple d'ajut financer basant-se en la necessitat, el que als Estats Units rep el nom de "need-based financial aid").
Durant la seua estada a Nova York, Dvořák va fer-se amic de Harry Burleigh, que va esdevenir un important compositor afroamericà. Dvořák va ensenyar a Burleigh composició i, a canvi, Burleigh passava hores cantant els tradicionals spirituals americans per a Dvořák. Burleigh va continuar creant spirituals que resisteixen bé la comparació amb obres musicals europees de l'època.
Durant l'hivern del 1893, mentre era a Nova York, Dvořák va compondre la seua obra més cèlebre, la simfonia núm. 9 del Nou Món. A conseqüència d'una invitació de la seua família, passa l'estiu del 1893 en una comunitat de parla txeca a Spillville, Iowa. Ací compon dues de les seues obres més famoses, el Quartet de corda No. 12 en fa major, Americà, i el Quintet de corda en mi menor.
Als Estats Units també va assistir a l'execució d'un concert per a violoncel de Victor Herbert. Va eixir tan entusiasmat de les possibilitats que la combinació de violoncel i orquestra oferia en aquesta obra que va decidir la composició del seu Concert per a violoncel en si menor  (1895). Des de llavors el concert, considerat com un dels millors del seu gènere, ha crescut en popularitat i avui dia és interpretat molt sovint. Dvořák també va deixar una obra inacabada, el Concert per a Violoncel en la major (1865), que va ser completada i orquestrada pel compositor alemany Günter Raphael entre el 1925 i el 1929 i per Jarmil Burghauser el 1952.

### Els últims anys

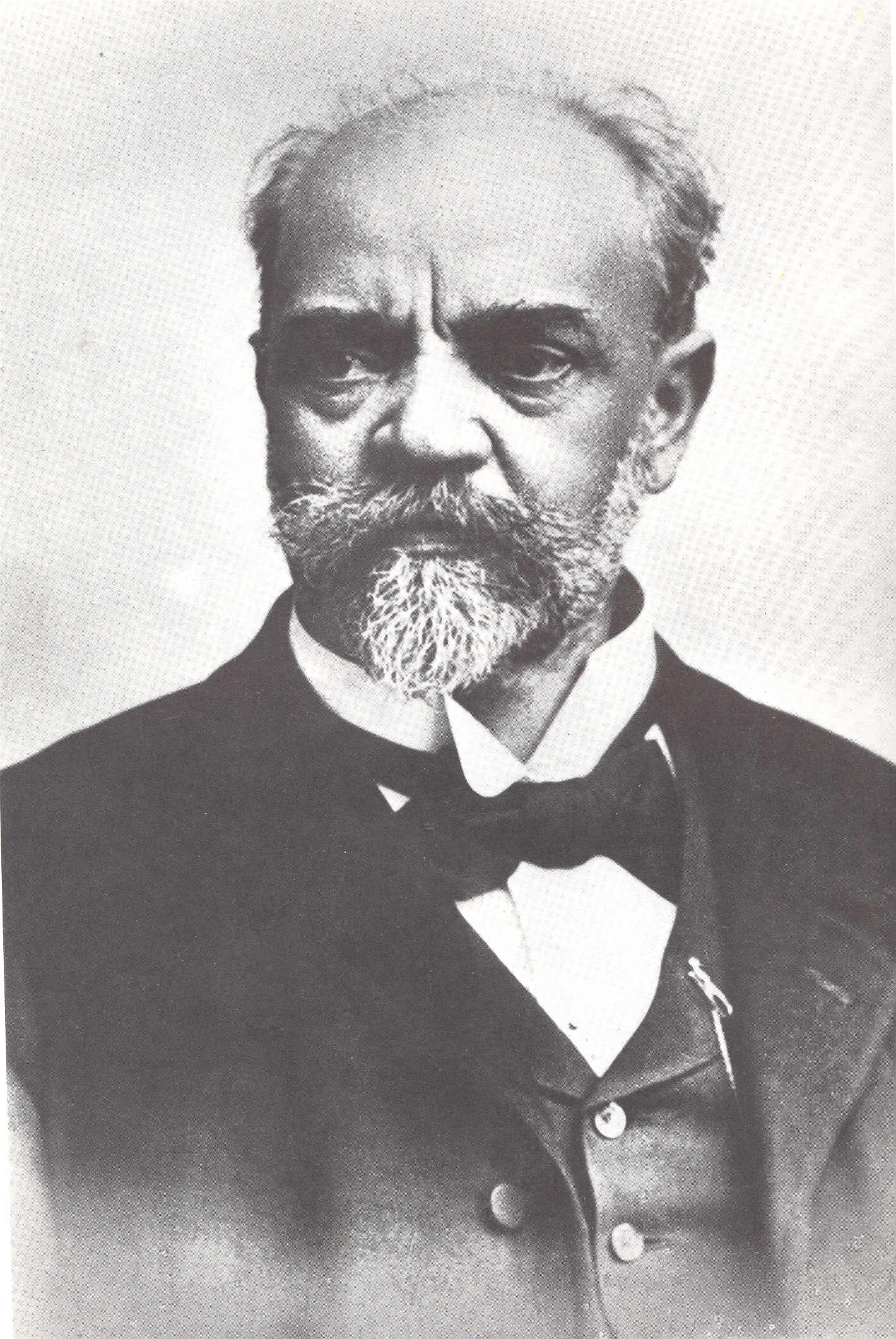
Dvořák, el 1901

Dvorák deixà els Estats Units l'abril de 1895 i retornà definitivament a la seva pàtria, de la que ja en sortiria poc. Tan aviat com arribà a Praga recomençà la seva feina de professor en el Conservatori. El 1896 va fer l'últim viatge a Anglaterra, el novè, i allà estrenà el seu cèlebre Concert per a violoncel i orquestra en si menor, Op. 104, que havia començat als Estats Units i acabà a Praga. Aquesta obra s'alimenta d'elements temàtics d'origen força divers: del folklore americà, i també del folklore txec, a treves dels girs nacionals que sorgeixen espontàniament de la ploma de Dvorák. Des del punt de vista del sentiment i de l'escriptura, la tendència és clarament romàntica. Es tracta d'una obra lírica, ardent i impetuosa. L'escriptura brillant i, per altra banda, molt acurada, sol·licita tots els ressorts de l'instrument solista, encara que sense rebuscats virtuosismes gratuïts. El violoncel apareix aquí tractat amplament, de forma molt concertant, és dir amb una preocupació constant per la independència de l'instrument, que es destaca clarament d'una rica orquestra, que mai li molesta. Des del punt de vista de l'equilibri entre el solista i l'orquestra és una de les obres més destacades de la literatura per a violoncel, car Antonín Dvořák sol·licità el consell de diversos cèlebres violoncel·listes de la seva època. En respecte a la forma, és més aviat tradicional.

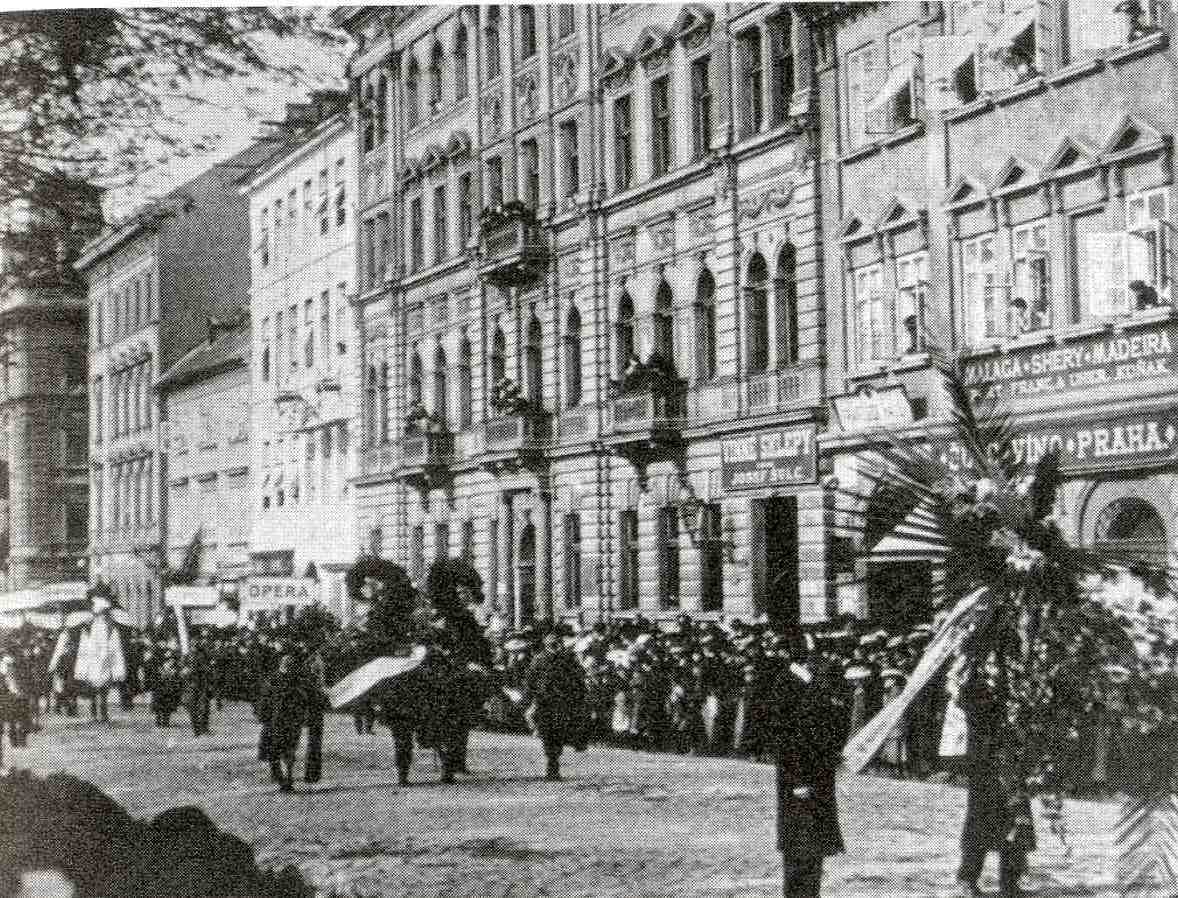
Funeral de Dvořák a Praga

A partir d'aquest moment Dvorák ja no va escriure res més en el camp de la música de cambra ni el de la simfonia, sinó que tornà al teatre i al poema simfònic. Entrà, doncs, en una espècie d'última fase de llur evolució, en la qual tornaren a predominar els ideals romàntics de la seva joventut (Wagner, Liszt). L'activitat dramatico-musical de Dvorák assolí la cimera amb la composició de l'òpera Rusalka, vers un text extret de la llegenda d'Ondina de Jaroslav Kvapil. També va compondre l'òpera Armida, treta de La Jerusalem alliberada de Tasso. Els cinc Poemes simfònics (OP. 107-111) representen no tant una desvinculació del formalisme instrumental de tipus brahmssià per un retorn a concepcions neoromàntiques, com una tendència vers la música absoluta, vers l'expressió universal. El propòsit és ambiciós, però resultà fallit, ja que el músic, que substitueix el cant popular per la faula, traint d'aquesta forma llur naturalesa més íntima, compromet el to èpic de complicacions emfàtiques i amb detalls dramàticament discontinus. Els tres primers –L'esperit de les aigües, La bruixa del migdia i La filosa d'or- formen una espècie de tríptic denominat Naturalesa, vida i amor. El quart es titula El colom del bosc i el cinquè Cançó èpica.
En els últims anys de la seva vida, el gran compositor rebé tota classe d'honors i reconeixements. El 1901 passà a ser director del Conservatori de Praga on tingué alumnes que seguiren la seva petjada com Dobri Hristov i, per la seva part, l'emperador Francesc Josep el nomenà senador vitalici. Dvorák no havia estat mai malalt, sofrí en l'última època de llur vida d'arterioesclerosis. La seva salut empitjorà l'abril de 1904 a conseqüència d'un constipat. Una trombosi cerebral posà fi sobtadament a llur existència l'1 de maig de 1904, quan comptava seixanta-tres anys. Al final de la seva vida va patir dificultats econòmiques, a causa dels baixos imports pels quals havia venut els drets de les seves obres. Està soterrat al cementeri Vyšehrad a Praga.

## Estil musical i influències
Dvořák va utilitzar diverses formes musicals: les seues nou simfonies responen al model clàssic i haurien estat aprovades per Beethoven, encara que estan estilísticament més a prop de les de Brahms, però també va conrear el poema simfònic i la influència de Wagner pot rastrejar-se en alguna de les seues composicions. Moltes de les seues obres mostren la influència del folclore txec, ja sia pels ritmes o per les formes melòdiques; potser l'exemple més clar són els dos reculls de danses eslaves (Danses eslaves per a piano a quatre mans, op. 46 i 72, compostes el 1878).
A més, Dvořák va compondre òperes (la més cèlebre de les quals és potser Rusalka), música de cambra (incloent-hi un reduït conjunt de Quartets de corda, (entre els quals destaca l'anomenat "Americà") i música per a piano.
Les obres de Dvořák van ser catalogades per Jarmil Burghauser en el seu treball Antonín Dvořák. Thematic Catalogue. Bibliography. Survey of Life and Work

## Obra

### Simfonies
Durant la vida de Dvořák només van gaudir de divulgació cinc de les seves simfonies. El seu editor, Simrock, no era partidari de publicar grans obres simfòniques, atès que aquestes eren més difícils de vendre. La primera a ser publicada va ser la sisena, perquè la fama internacional de Dvořák començava a créixer i que cèlebres directors, com ara Hans Richter (a qui va ser dedicada) desitjaven estrenar noves obres simfòniques. Després de la mort de Dvořák, la recerca va conduir a altres quatre simfonies, de les quals la primera havia estat perduda fins i tot pel mateix compositor. Tot això va conduir a una confusa situació per la qual la Simfonia núm. 9 "Del Nou Món" ha estat considerada successivament la núm. 5, la núm. 8 i la núm 9. En aquest article són numerades en l'ordre en què van ser compostes, el que correspon al sistema de numeració més correntment utilitzat avui dia.
Al contrari de molts altres compositors que no van compondre obres simfòniques ambicioses fins a la maduresa (com per exemple el seu mentor Johannes Brahms), Dvořák va escriure la Simfonia núm. 1 en do menor quan a penes comptava vint-i-quatre anys. Subtitulada Les Campanes de Zlonice (nom d'un llogaret de Bohèmia) és clarament l'obra d'un compositor encara inexpert, tot i que prometedor. Hom considera l'Scherzo com el moviment més reeixit. Aquesta simfonia posseeix semblances formals amb la cinquena simfonia de Beethoven, tot i que en harmonia i instrumentació, Dvořák és més romàntic, seguint l'estil de Franz Schubert.
La Simfonia núm. 2 en si bemoll major encara és deutora de Beethoven; però la Simfonia núm. 3 en mi bemoll major mostra clarament el sobtat i profund impacte de la música de Richard Wagner i Franz Liszt.
La influència de Wagner, tot i això, no va durar gaire; quasi no es pot percebre en la Simfonia núm. 4 en re menor. Aquesta és la darrera de les seues simfonies de joventut, considerada la millor del conjunt. També l'Scherzo és el moviment més brillant, però en tota l'obra és palesa la mestria de Dvořák en tots els aspectes formals.
Les simfonies intermèdies, la Simfonia núm. 5 en fa major (publicada com la núm. 3) i la Simfonia núm. 6 en re major (publicada com la núm. 1), són felices obres bucòliques. No són tan famoses com les següents, tot i que se les considera apreciables. La núm. 5 és la més pastoral, encara que comprèn un fosc i lent moviment que empra en préstec (o més aviat cita) les primeres quatre notes del Concert per a piano núm. 1 de Txaikovski en el tema principal. La núm. 6 s'assembla molt a la Simfonia núm. 2 de Brahms, en particular en els dos moviments extrems.
La Simfonia núm. 7 en re menor del 1885 n'és la més romàntica i per molts la considerada més bella, donant prova d'una major tensió formal i més intensitat que la més cèlebre germana; la núm. 9. La núm. 7 no podria haver gaudit d'un major contrast amb la següent, la Simfonia núm. 8 en sol major (publicada com la núm. 4), una obra que Karl Schumann (en les notes a la gravació integral de les simfonies de Dvořák per Rafael Kubelík) compara a les de Mahler. Junt amb la darrera, aquestes dues es consideren la cimera de la composició simfònica de Dvořák i entre les més reeixides simfonies del Segle XIX.
De bon tros la més cèlebre, la Simfonia núm. 9 en mi menor (publicada com núm. 5), és més coneguda pel seu subtítol Del Nou Món. Va ser composta entre gener i maig del 1893, mentre Dvořák era a Nova York. En un principi Dvořák va afirmar que hi havia utilitzat elements de la música americana, com els espirituals, i música nadiua americana, però després ho va negar. En el primer moviment es troba un sol de flauta que recorda molt Swing Low, Sweet Chariot, i un dels seus alumnes va declarar que el segon moviment descrivia, de manera programàtica, els laments de Hiawatha. Aquest segon moviment recordava tant un espiritual negre que n'han estat escrits texts per cantar-lo, per exemple Goin' Home. Dvořák estava interessat per la música indígena americana, en un article publicat al New York Herald el 15 de desembre de 1893, va manifestar, «En la Simfonia núm. 9 he escrit simplement temes originals que recullen les peculiaritats de la música índia». Hom reconeix generalment que aquesta simfonia té més en comú amb la música popular bohèmia que amb la música americana.
Neil Armstrong va dur aquesta música a la Lluna durant la missió de l'Apollo 11, la primera missió que va trepitjar la Lluna, el 1969.

### Obres corals

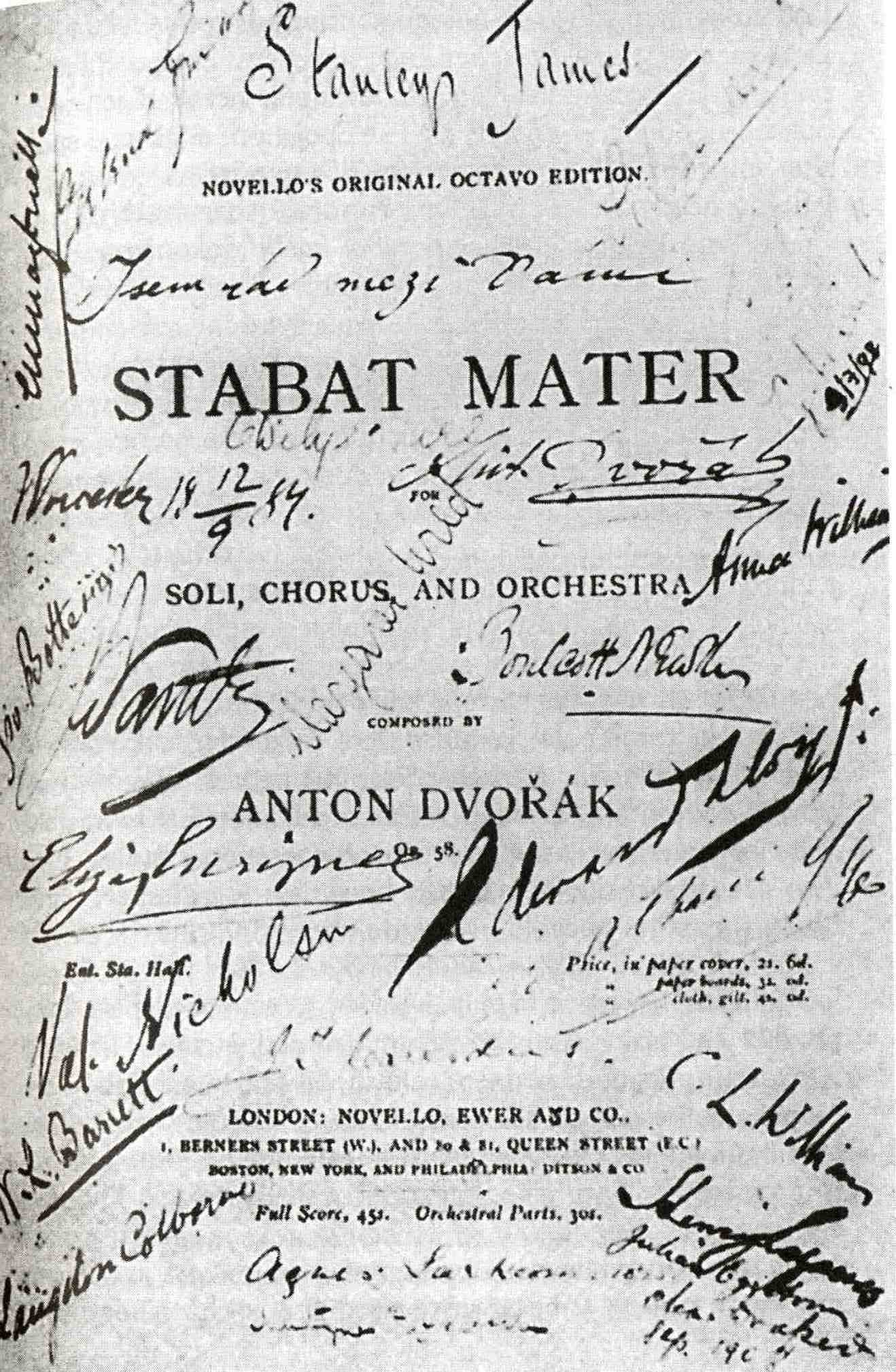
La portada de la partitura del Stabat Mater

Entre les principals obres corals de Dvořák destaca el Stabat Mater, el Rèquiem, el Te Deum i la Missa en re major.
Stabat Mater, op. 58, és una extensa obra (prop de 90 minuts) vocal-instrumental de música sacra per a solistes (soprano, contralt, tenor i baix), cor i orquestra basada en el text d'un himne de l'antiga església del mateix nom. La primera inspiració per a la creació d'aquesta peça va ser la mort de la filla del compositor, Josefa. L'obra va ser escrita en diversos fases, amb la versió final acabada al final de 1877. La primera actuació va tenir lloc el 23 de desembre de 1880 a la Jednota umělců hudebních (Associació d'Artistes Musicals) a Praga. La composició s'acostuma a interpretar a la República Txeca durant la Pasqua.
Antonín Dvořák va compondre el Rèquiem el 1890, al començament de la temporada alta de la seva carrera. La composició no es refereix a cap persona o esdeveniment específic, es tracta d'un treball reflexiu de les qüestions bàsiques existencials humanes: de la pena i el consol en la mort, el sentit de la vida i la mort, així com l'esperança. Dvorák era un home profundament religiós, i aquest treball reflecteix la seva fe i espiritualitat L'estrena de l'obra es va dur a terme el 9 d'octubre de 1891 a Birmingham, i va estar dirigit per Dvořák. Sorprenentment, el major èxit va ser, probablement, la seva interpretació a Viena el 1900, on va aconseguir el triomf absolut de Dvořák, en contrast amb un públic vienès anteriorment hostil.
Te Deum, op.103, és una cantata per a soprano i baríton solista, cor i orquestra amb el text llatí del famós himne espiritual "Te Deum laudamus" (Déu, nosaltres et lloem). Va ser compost el 1892 i dedicat als 400 anys del descobriment d'Amèrica. La composició es va completar abans que Dvořák es traslladés als Estats Units i va ser encarregat pel director del Conservatori Nacional de Música d'Amèrica a Nova York, Jeannette Thurber el 1891, quan el compositor va acceptar un lloc com a director de la seva escola. Originalment, el text del poema de Joseph Rodman Drake, "La bandera americana" havia de ser utilitzat per a l'opus, però Dvorák no va rebre a temps el text i al seu lloc va fer servir les paraules de l'himne de l'església medieval "Te Deum laudamus", escrit per Sant Ambròs. La composició es va estrenar com el primer concert de Dvořák a Nova York el 21 d'octubre de 1892. El "Te Deum" no és tan monumental ni extens com el Rèquiem i el Stabat Mater, i tot i així inclou passatges similars de profunda meditació i de noblesa expressiva.
Missa en re major, (originalment numerada com Op.76, finalment, com op.86) és una peça concentrada, amb una composició estructurada, prevista originalment per a orgue, veus solistes i cor petit. El treball se li va donar la seva forma definitiva l'any 1892 quan, en resposta a una petició de l'editorial Novello de Londres, Dvořák va arreglar la seva Missa per a una orquestra simfònica.
Altres obres corals són: l'oratori Santa Ludmila, l'Himne dels Camperols Txecs, La bandera nord-americana, Festival de la Cançó, i moltes altres.

### Obres principals
- 11 òperes: 
  - Alfred - 1870 (estrenada el 1938)
  - El rei i el carboner - 1874
  - Els amants obstinats - 1874
  - Vanda - 1876
  - El camperol astut - 1877
  - Dimitrij - 1882
  - El jacobí - 1889
  - El diable i Catalina - 1899
  - Rusalka - 1901
  - Santa Ludmila - 1901
  - Armida - 1904
- Santa Ludmila (gran Oratori nacional). Missa en re major. Rèquiem. Te Deum. Stabat Mater. Cors a cappella. Els hereus de la muntanya blanca, per a cor i orquestra. Himne dels camperols txecs, per a cor i orquestra.
- 9 Simfonies (la núm.. 9 del Nou Món). Dues sèries de Danses eslaves (originalment per a piano a quatre mans). Tres Rapsòdies eslaves. Cinc Poemes simfònics. Suites.
- Obertures: Carnaval, En el regne de la naturalesa, Otelo, Husitsk, El meu país nadiu.
- Serenata en mi major per a orquestra de corda, Serenata per a deu instruments de vent, violoncel i contrabaix, Concert en sol menor per a piano i orquestra. Concert en la menor per a violí i orquestra, Concert en si menor per a violoncel i orquestra.
- 18 quartets de corda (núm., 6 Negra), cinc quintets (dos amb piano), un sextet, set trios (núm., 5 Trio Dumky en si menor), Peces per a violí i piano.
- Nombroses peces per a piano: Vuit Humoresques, Tema i variacions. Danses escoceses, Siluetes. Polques, Valsos, Masurques, Fulles d'àlbum, Tretze imatges poètiques.
- Unes cent cançons i duos vocals (deu cançons bíbliques, set cançons gitanes).

## Curiositats
- A Dvořák li ha estat dedicat el cràter Dvořák, en la superfície de Mercuri.